# Väse församling
Väse församling var en församling i Karlstads stift och i Karlstads kommun. Församlingen uppgick 2006 i Väse-Fågelviks församling.

## Administrativ historik
Församlingen har medeltida ursprung. År 1595 utbröts en del till den då nybildade Nyeds församling.
Församlingen var till 1962 moderförsamling i pastoratet Väse och (Östra) Fågelvik som till 1868 även omfattade Alsters församling. Från 1962 till 1973 var församlingen moderförsamling i pastoratet Väse och Ölme för att därefter till senast 2006 utgöra ett eget pastorat. Församlingen uppgick 2006 i Väse-Fågelviks församling.

## Organister
| Period    | Namn                    | Levnadstid | Övrigt   |
| --------- | ----------------------- | ---------- | -------- |
| 1858-1920 | August Svensson Stiller | 1836-1920  | Organist |

## Kyrkor
- Väse kyrka